# Prem Nath
Prem Nath, egentligen Premnath Malhotra, född den 21 november 1926 i Bombay, Brittiska Indien, död 3 november 1992 på samma ort, var en indisk skådespelare. Han filmdebuterade 1947 och medverkade i ett hundratal filmer fram till 1985.